# Woodbury (contea di Bedford)
Woodbury  è una township degli Stati Uniti d'America, nella contea di Bedford nello Stato della Pennsylvania. Secondo il censimento del 2000 la popolazione è di 1.198 abitanti.

## Società

### Evoluzione demografica
La composizione etnica vede una maggioranza della razza bianca (97,08%), seguita da quella asiatica (1,17%) dati del 2000.
| township di Woodbury Popolazione |       |
| 2000                             | 1.198 |
| Stima al 2009                    | 1.267 |